# Майское (Новосибирская область)
Ма́йское — село в Краснозёрском районе Новосибирской области. Административный центр Майского сельсовета.

## География
Площадь села — 136 гектаров.

## Население
| 2002 | 2007 | 2010 |
| ---- | ---- | ---- |
| 909  | ↗967 | ↘892 |

## Инфраструктура
В селе по данным на 2007 год функционируют 1 учреждение здравоохранения и 2 учреждения образования.